# Кемпіна (Лодзинське воєводство)
Кемпіна (пол. Kępina) — село в Польщі, у гміні Ґрабув Ленчицького повіту Лодзинського воєводства.
У 1975-1998 роках село належало до Конінського воєводства.